# 艾芬
艾芬（1974年10月1日—），中国女医生，武汉市中心医院急诊科主任，是2019新型冠狀病毒疫情中率先向外界披露疫情的医疗人员之一。

## 生平
1997年，艾芬从原同济医科大学（现华中科技大学同济医学院）毕业，到武汉市中心医院心血管内科工作。2010年，艾芬成为该院急诊科主任。

### 2019年冠状病毒病疫情
2019年12月18日，艾芬接触首例肺部感染表现为“双肺多发散在斑片状模糊影”的华南海鲜市场送货员。12月27日，她接诊第二例病患，但此人没有华南海鲜市场接触史。12月30日下午，第二例病人送检结果显示感染了一种冠状病毒。看到化验单上标注有“SARS冠状病毒、绿脓假单胞菌、46种口腔/呼吸道定植菌”等字样，艾芬第一时间向医院公共卫生科和院感部门报告，并转发到科室医生微信群。当天下午，这份检测报告于被该院眼科医生、“吹哨人”李文亮发在同学微信群组里，并被大量转发。同日夜间10点20分，武汉市卫健委发来通知，大意是：关于不明原因肺炎，不要随意对外发布，避免引起群众恐慌；如果因为信息泄露引发恐慌，就要追究泄漏者的责任。
2020年1月1日，艾芬再次向医院公共卫生科和医务处报告了华南海鲜市场附近一诊所老板收治多例病人的相关消息，希望能够引起重视。她担心，“一旦急诊科医生或者护士被感染得病了，就很麻烦”。然而，艾芬之后受到医院监察科的约谈。她自称遭受了“前所未有的、非常严厉的斥责”。据艾芬本人的叙述，医院领导对她说：“我们出去开会都抬不起头，某某某主任批评我们医院那个艾芬，作为武汉市中心医院急诊科主任，你是专业人士，怎么能够没有原则没有组织纪律造谣生事？”
1月11号早上，科室对艾芬汇报急诊科抢救室护士胡紫薇感染。艾芬第一时间给医务科科长打电话汇报。然后，医院紧急开了会，会上指示把「两下肺感染，病毒性肺炎？」的报告改成「两肺散在感染」。1月16号最后一次周会上，一位副院长还在说：「大家都要有一点医学常识，某些高年资的医生不要自己把自己搞得吓死人的。」另一位领导上台继续说：「没有人传人，可防可治可控」。艾芬在后来的采访中表示，对自己受约谈后未能继续公布消息而感到后悔。
2月13日，《湖北日报》刊发对艾芬的特写报道，对她进行了表扬。
之后，有传言说艾芬已染病去世。2月20日，艾芬向澎湃新闻澄清，自己未感染病毒，仍然在一线工作。
3月8日，《人民日报》刊发新华社报道，点名称赞艾芬是“连续40多天日夜坚守，不懈奋战”的“巾帼英雄”。

### “发哨子的人”事件
3月10日，中国的《人物》杂志在网上发布3月刊文章《发哨子的人》，撰文作者龚菁琦，编辑金石，摄影尹夕远，通过采访的形式记叙了艾芬的经历，并称其为“发哨子的人”。然而，该刊微信公众号上的报道原文在中午前被删除，转发文章的中國大陸媒体同樣将文章刪除。对此，中国互联网上出现了通过火星文、盲文、emoji、摩斯电码、篆书等规避审查等方式“接力”转述该文。中国国家卫生健康委员会主管的中国生命关怀协会医院人文专委会官方网站以《如果这些医生都能够得到及时的提醒，或许就不会有这一天》为题转载了该报道，并对记者表示感谢，且未受影响一直可以浏览。3月12日晚，艾芬接受香港《明报》采访，表示自己和《人物》记者都没料到这篇报道会引起如此大的反响，“你们那么多记者找我，（我）很有压力”，对医院现状则不愿多谈。3月16日，艾芬在其认证的个人新浪微博发帖报平安，随即引来逾万转发和超过8000则留言，网民纷纷向艾芬表示了敬意。之前，艾芬的微博已经有快6年沒有更新。 4月13日，艾芬微博又发布一段自拍视频，视频中艾芬表示自己还在武汉中心医院正常工作。香港《明报》记者试图电话联系艾芬，但电话未能接通。

### 右眼治療後近乎失明
2020年12月底，艾芬在爱尔眼科醫院治眼，結果右眼视网膜脱离近乎失明。随后，愛爾眼科已成立工作組調查事件，更稱願意幫助其後續治療。1月4日，爱尔眼科医院发布相关核查报告称，艾芬右眼视网膜脱离与本次白内障手术无直接关联。2023年6月19日，艾芬依据武汉市中级人民法院二审判决在微博公开致歉，她声称自己会申请再审。

### 举报贵港爱尔眼科医院相关问题
2023年12月19日，艾芬发文爆料称，一老人在贵港爱尔眼科医院手术中遭医生冯某某捶打，消息随后开始在网络流传。12月21日，贵港市卫健委对初步调查情况进行了通报，责令贵港爱尔眼科医院暂停冯某某的业务院长职务，继续接受调查。此前，贵港爱尔眼科医院于20日发表声明称，由于是局部麻醉，患者有手术不耐受，伸手试图摸眼部，医生情急之中用手锤压提醒患者，不存在伤害患者的动机和行为。12月21日深夜，爱尔眼科在微博发布声明称，涉事医生粗暴对待患者的行为，已严重违反医疗机构从业人员行为规范。集团已于21日下午免去贵港爱尔CEO职务，暂停院长职务，两人均接受进一步调查。23日，艾芬又发文说贵港爱尔眼科医院涉嫌贿赂公职人员，随后贵港市纪委成立调查组对相关情况开展调查。
艾芬繼續通过社媒举报爱尔眼科，并以名誉侵权为由起诉爱尔眼科三名高管。2025年3月，艾芬的微博等社媒账号突然被注销。4月1日武汉市江汉区法院裁定艾芬胜诉，判令一名爱尔眼科高管删除包括称艾芬“伪造照片构陷同行”“收受药品回扣”在內的内容，同时赔偿艾芬的精神损失并公开道歉。